# The Marvelettes
The Marvelettes waren eine US-amerikanische Gesangsgruppe. Mit 21 Hits in den R&B-Charts und 23 Hits in den Pop-Charts waren sie eine der erfolgreichsten Girlgroups der 1960er Jahre.

## Geschichte
Die aus Inkster im US-Bundesstaat Michigan stammenden Mädchen schlossen sich anlässlich eines Gesangswettbewerbs ihrer Schule zusammen. Am 11. Dezember 1961 notierte ihr Titel Please Mr. Postman Platz 1 in der US-amerikanischen Hitparade auf dem Spitzenplatz und war die erste Nummer eins für ihr Plattenlabel Motown. Die Beatles nahmen den Titel 1963 auf, 1974 wurde er ein Hit für die Carpenters.
Auch ihr von Smokey Robinson geschriebener Song The Hunter Gets Captured by the Game wurde später vielfach gecovert, unter anderen von Ella Fitzgerald, Blondie, Grace Jones, Massive Attack featuring Tracey Thorn und Bette Midler.
Anfang der 1970er Jahre fiel die Gruppe auseinander, kam aber mit unterschiedlichen Sessionsängerinnen, unter anderem Lisa Fischer, 1980 und 1990 wieder kurzfristig zusammen. 2004 wurde sie in die Vocal Group Hall of Fame aufgenommen.

## Originalbesetzung
- Katherine Anderson (* 16. Januar 1944; † 20. September 2023)[3]
- Ann Bogan (* 17. März 1941)
- Juanita Cowart (* 8. Januar 1944)
- Georgeanne Marie Tillman Gordon (* 6. Februar 1944; † 6. Januar 1980)
- Gladys Horton (* 30. Mai 1945; † 26. Januar 2011)
- Wanda Young (* 9. August 1943; † 15. Dezember 2021)

## Diskografie

### Alben
| Jahr | Titel                         | Höchstplatzierung, Gesamtwochen, AuszeichnungChartplatzierungen (Jahr, Titel, Platzierungen, Wochen, Auszeichnungen, Anmerkungen) | Höchstplatzierung, Gesamtwochen, AuszeichnungChartplatzierungen (Jahr, Titel, Platzierungen, Wochen, Auszeichnungen, Anmerkungen) | Anmerkungen   |
| Jahr | Titel                         | US | R&B | Anmerkungen   |
| ---- | ----------------------------- | --- | --- | ------------- |
| 1966 | Greatest Hits                 | US84 (16 Wo.)US | R&B4 (11 Wo.)R&B | Best-of-Album |
| 1967 | The Marvelettes               | US129 (8 Wo.)US | R&B13 (10 Wo.)R&B |               |
| 1968 | Sophisticated Soul            | — | R&B41 (9 Wo.)R&B |               |
| 1970 | The Return of the Marvelettes | — | R&B50 (2 Wo.)R&B |               |

Weitere Studioalben
- Please Mr. Postman (1961)
- The Marvelettes Sing (1962)
- Playboy (1962)
- The Marvelous Marvelettes (1963)
- In Full Bloom (1969)

### Singles
| Jahr | Titel Album                                                  | Höchstplatzierung, Gesamtwochen, AuszeichnungChartplatzierungen (Jahr, Titel, Album, Platzierungen, Wochen, Auszeichnungen, Anmerkungen) | Höchstplatzierung, Gesamtwochen, AuszeichnungChartplatzierungen (Jahr, Titel, Album, Platzierungen, Wochen, Auszeichnungen, Anmerkungen) | Höchstplatzierung, Gesamtwochen, AuszeichnungChartplatzierungen (Jahr, Titel, Album, Platzierungen, Wochen, Auszeichnungen, Anmerkungen) | Anmerkungen |
| Jahr | Titel Album                                                  | UK | US | R&B | Anmerkungen |
| ---- | ------------------------------------------------------------ | --- | --- | --- | --- |
| 1961 | Please Mr. Postman                                           | UK— GoldUK | US1 Gold · (23 Wo.)US | R&B1 (23 Wo.)R&B | Autoren: Georgia Dobbins, William Garrett, Brian Holland, Robert Bateman, Freddie Gorman der erste Nummer-eins-Hit des Labels Motown |
| 1962 | Twistin’ Postman –                                           | — | US34 (9 Wo.)US | R&B13 (6 Wo.)R&B | Autoren: Robert Bateman, Brian Holland, Mickey Stevenson                                                                             |
| 1962 | Playboy                                                      | — | US7 (15 Wo.)US | R&B4 (13 Wo.)R&B | Autoren: Brian Holland, Robert Bateman, Gladys Horton, Mickey Stevenson                                                              |
| 1962 | Beechwood 4-5789 Playboy                                     | — | US17 (11 Wo.)US | R&B7 (11 Wo.)R&B | Autoren: Marvin Gaye, Mickey Stevenson, George Gordy                                                                                 |
| 1962 | Someday, Someway Playboy                                     | — | — | R&B8 (12 Wo.)R&B | Autoren: Brian Holland, Lamont Dozier, Freddie Gorman veröffentlicht als B-Seite von Beechwood 4-5789                                |
| 1962 | Strange I Know The Marvelous Marvelettes                     | — | US49 (14 Wo.)US | R&B10 (10 Wo.)R&B | Autoren: Brian Holland, Lamont Dozier, Freddie Gorman                                                                                |
| 1963 | Forever Playboy                                              | — | US78 (6 Wo.)US | R&B24 (4 Wo.)R&B | Autoren: Brian Holland, Lamont Dozier                                                                                                |
| 1963 | Locking Up My Heart The Marvelous Marvelettes                | — | US44 (9 Wo.)US | R&B25 (1 Wo.)R&B | Autoren: Brian Holland, Lamont Dozier, Eddie Holland Jr. veröffentlicht als B-Seite von Forever                                      |
| 1963 | My Daddy Knows Best The Marvelous Marvelettes                | — | US67 (6 Wo.)US | — | Autor: Berry Gordy |
| 1963 | As Long as I Know He’s Mine The Marvelettes’ Greatest Hits   | — | US47 (13 Wo.)US | R&B3 (13 Wo.)R&B | Autor: Smokey Robinson |
| 1964 | He’s a Good Guy (Yes He Is) Anthology                        | — | US55 (7 Wo.)US | R&B18 (10 Wo.)R&B | Autor: Smokey Robinson |
| 1964 | You’re My Remedy The Marvelettes’ Greatest Hits              | — | US48 (7 Wo.)US | R&B16 (10 Wo.)R&B | Autor: Smokey Robinson |
| 1964 | Too Many Fish in the Sea The Marvelettes’ Greatest Hits      | — | US25 (12 Wo.)US | R&B5 (12 Wo.)R&B | Autoren: Norman Whitfield, Eddie Holland Jr.                                                                                         |
| 1965 | I’ll Keep Holding On Anthology                               | — | US34 (7 Wo.)US | R&B11 (8 Wo.)R&B | Autoren: Mickey Stevenson, Ivy Jo Hunter                                                                                             |
| 1965 | Danger! Heartbreak Dead Ahead The Marvelettes' Greatest Hits | — | US61 (8 Wo.)US | R&B11 (8 Wo.)R&B | Autor: Mickey Stevenson |
| 1966 | Don’t Mess with Bill The Marvelettes’ Greatest Hits          | — | US7 Gold · (12 Wo.)US | R&B3 (15 Wo.)R&B | Autor: Smokey Robinson |
| 1966 | You’re the One Sophisticated Soul                            | — | US48 (6 Wo.)US | R&B20 (5 Wo.)R&B | Autor: Smokey Robinson |
| 1967 | The Hunter Gets Captured by the Game The Marvelettes         | — | US13 (11 Wo.)US | R&B2 (14 Wo.)R&B | Autor: Smokey Robinson |
| 1967 | When You’re Young and in Love The Marvelettes                | UK13 (10 Wo.)UK | US23 (10 Wo.)US | R&B9 (10 Wo.)R&B | Autor: Van McCoy |
| 1967 | My Baby Must Be a Magician Sophisticated Soul                | — | US17 (11 Wo.)US | R&B8 (12 Wo.)R&B | Melvin Franklin von den Temptations spricht die Einleitung Autor: Smokey Robinson                                                    |
| 1968 | Here I Am Baby Sophisticated Soul                            | — | US44 (9 Wo.)US | R&B14 (9 Wo.)R&B | Autor: Smokey Robinson |
| 1968 | Destination: Anywhere Sophisticated Soul                     | — | US63 (5 Wo.)US | R&B28 (7 Wo.)R&B | Autoren: Nickolas Ashford, Valerie Simpson                                                                                           |
| 1969 | I’m Gonna Hold On Long as I Can Sophisticated Soul           | — | US76 (3 Wo.)US | — | Autor: Smokey Robinson |
| 1969 | That’s How Heartaches Are Made In Full Bloom                 | — | US97 (1 Wo.)US | — | Autoren: Bob Halley, Ben Raleigh |

Weitere Singles
- Too Hurt to Cry, Too Much in Love to Say Goodbye (1963)
- What’s Easy for Two Is So Hard for One (1968)
- Marionette (1970)
- A Breath-Taking Guy (1972)